# Федосіївка (Сватівський район)
Федосі́ївка — село в Україні, у Троїцькій селищній громаді Сватівського району Луганської області. Населення становить 18 осіб. Орган місцевого самоврядування — Розпасіївська сільська рада.

## Населення

### Мова
Розподіл населення за рідною мовою за даними перепису 2001 року:
| Мова       | Кількість | Відсоток |
| ---------- | --------- | -------- |
| українська | 13        | 72.22%   |
| російська  | 5         | 27.78%   |
| Усього     | 18        | 100%     |